# August Sokołowski (powstaniec)
August Sokołowski (ur. po 1820 roku w Skajbotach – zm. po 1910 roku) – uczestnik powstania styczniowego, agent Rządu Narodowego w Prusach, autor prac historycznych o polskich powstaniach zbrojnych.
Po sprzedaniu gospodarstwa trudnił się handlem zbożem i pośredniczył w handlu ziemią.

## Powstanie styczniowe
Po wybuchu powstania styczniowego służył pod rozkazami gen. Antoniego Jeziorańskiego. Był dowódcą strzelców. Został poważnie ranny w bitwie o Rawę (4 lutego 1863 r.) i odesłany na leczenie.

## Działalność w Prusach na rzecz powstania
Kiedy w grudniu 1863 r. z Królestwa Polskiego zaczęli przybywać powstańcy styczniowi August Sokołowski jako agent Rządu Narodowego zamieszkał w Wartemborku (dzisiejsze Barczewo). Skupił wokół siebie wielu zaufanych miejscowych Warmiaków i włączył do współpracy na rzecz przebywających na Warmii powstańców styczniowych. Wraz z innymi troszczył się o nich skutecznie pomagając w dostarczaniu żywności, leków, odzieży, obuwia, a nawet w broni i amunicji. Był wielokrotnie z tego tytułu zatrzymywany i przesłuchiwany przez pruską policję. Podczas rewizji dokonanej przez policję znaleziono u niego rękopis pieśni zatytułowanej Dumka, i utwór Wincentego Pola pt. Obóz moskiewski pod Kownem, ze zbioru Pieśni Janusza. Mieszkając w Barczewie i trudniąc się na co dzień handlem zbożem mógł przemieszczać się z jednego miejsca na drugie, rozwożąc przy tym powstańców po kwaterach. Był z nimi w stałym kontakcie i opiekował się rannymi. Wdzięczni powstańcy nazywali go Naszym Ojcem. Kiedy opuszczali Wartembork i okoliczne wsie, Augustyn Sokołowski wyposażył ich w broń, odzież i żywność. Ponownie aresztowany i pytany przez sąd o powody swej działalności odpowiadał: „Polacy przybywali tu od grudnia 1863 r., a ja starałem się dla nich o pracę w mieście i okolicy. Zaopatrywałem ich w różne paszporty. Jeździli od miasta do miasta, od wsi do wsi, ojciec szukał syna, syn szukał ojca, wypędzeni z Polski tu znaleźli schronienie. Musiałem im pomagać”.
Był członkiem Ligi Polskiej.
Augustyn Sokołowski pod koniec życia był zapomniany. Dalsze losy Augusta nie są znane.